# Drake Hotel
El Drake Hotel (también conocido como The Drake) es un hotel histórico situado en la ciudad de Filadelfia, en el estado de Pensilvania (Estados Unidos). Mide 114,3 metros de altura y tiene 33 pisos. Está en el 1512-1514 Spruce Street, en la esquina de S. Hicks Street entre las calles 15 y 16 en el vecindario Rittenhouse Square. Fue construido entre 1928 y 1929 por Murphy, Quigley Company y fue diseñado por el estudio de arquitectura de Ritter y Shay en estilo art déco con ornamentación barroca española de terracota sobre temas relacionados con Francis Drake, incluidos "delfines, conchas, veleros y globos ". El edificio está coronado por una cúpula de terracota.
El edificio fue incluido en el Registro Nacional de Lugares Históricos el 18 de septiembre de 1978. Se agregó al Registro de Lugares Históricos de Filadelfia el 6 de octubre de 1977. En 1998, el edificio fue completamente renovado y convertido en condominios como "The Drake".